# Mart Nooij
Martinus Ignatius Nooij dit Mart Nooij (né le 3 juillet 1954 à Heemskerk) est un entraîneur néerlandais de football.

## Biographie
Nooij devient un entraîneur au service de la fédération des Pays-Bas de football. Il entraîne le EVC 1913, puis aux États-Unis et au Kazakhstan et est le sélectionneur du Burkina Faso des moins de 20 ans, avec qui il fait la Coupe du monde de football des moins de 20 ans 2003, où le Burkina Faso est éliminé en huitièmes-de-finale. En 2004, il est temporairement entraîneur adjoint au FC Volendam.
Entre 2007 et 2011, il est le sélectionneur de l'équipe du Mozambique de football, qu'il a réussi à qualifier pour la CAN 2010. Il est remercié de la sélection le 23 septembre 2011.
Par la suite, il entraîne le club sud-africain de Santos Cape Town, puis le club éthiopien de Saint-George SA et est actuellement le sélectionneur de la Tanzanie depuis avril 2014. Il est démis de ses fonctions en juin 2015.

## Palmarès d'entraineur
- Championnat d'Ethiopie : 2017